# NGC 4291
NGC 4291 (również PGC 39791 lub UGC 7397) – galaktyka eliptyczna (E), znajdująca się w gwiazdozbiorze Smoka. Została odkryta 10 grudnia 1797 roku przez Williama Herschela. Znajduje się w odległości około 85 milionów lat świetlnych od Ziemi.
Galaktyka ta prawdopodobnie oddziałuje grawitacyjnie na sąsiednią NGC 4319.